# The Decemberists
 (avril 2025).
La mise en forme du texte ne suit pas les recommandations de Wikipédia : il faut le « wikifier ».
Les points d'amélioration suivants sont les cas les plus fréquents. Le détail des points à revoir est peut-être précisé sur la page de discussion.
- Les titres sont pré-formatés par le logiciel. Ils ne sont ni en capitales, ni en gras.
- Le texte ne doit pas être écrit en capitales (les noms de famille non plus), ni en gras, ni en italique, ni en « petit »…
- Le gras n'est utilisé que pour surligner le titre de l'article dans l'introduction, une seule fois.
- L'italique est rarement utilisé : mots en langue étrangère, titres d'œuvres, noms de bateaux, etc.
- Les citations ne sont pas en italique mais en corps de texte normal. Elles sont entourées par des guillemets français : « et ».
- Les listes à puces sont à éviter, des paragraphes rédigés étant largement préférés. Les tableaux sont à réserver à la présentation de données structurées (résultats, etc.).
- Les appels de note de bas de page (petits chiffres en exposant, introduits par l'outil «  Source ») sont à placer entre la fin de phrase et le point final[comme ça].
- Les liens internes (vers d'autres articles de Wikipédia) sont à choisir avec parcimonie. Créez des liens vers des articles approfondissant le sujet. Les termes génériques sans rapport avec le sujet sont à éviter, ainsi que les répétitions de liens vers un même terme.
- Les liens externes sont à placer uniquement dans une section « Liens externes », à la fin de l'article. Ces liens sont à choisir avec parcimonie suivant les règles définies. Si un lien sert de source à l'article, son insertion dans le texte est à faire par les notes de bas de page.
- La présentation des références doit suivre les conventions bibliographiques. Il est recommandé d'utiliser les modèles {{Ouvrage}}, {{Chapitre}}, {{Article}}, {{Lien web}} et/ou {{Bibliographie}}. Le mode d'édition visuel peut mettre en forme automatiquement les références.
- Insérer une infobox (cadre d'informations à droite) n'est pas obligatoire pour parachever la mise en page.

Pour une aide détaillée, merci de consulter Aide:Wikification.
Si vous pensez que ces points ont été résolus, vous pouvez retirer ce bandeau et améliorer la mise en forme d'un autre article.
The Decemberists est un groupe de rock indépendant américain, originaire de Portland, dans l'Oregon. Le nom The Decemberists vient de la rébellion non réussie des décabristes contre le tsar Nicolas I. Rattaché à la nébuleuse Indie, le style musical des Decemberists, plutôt folk, se définit par les instruments (violon, banjo, accordéon) utilisés à côté du trio classique basse-batterie-guitare.
Côté influences, le groupe a une passion pour Morrissey, mais aussi pour Siouxsie and the Banshees, et les mélodies pop de R.E.M. et XTC.

## Biographie

### Formation (2000–2002)
The Decemberists se forment en 2000 après le départ de Colin Meloy de son groupe Tarkio à Montana, et son emménagement à Portland, dans l'Oregon. Il y rencontre Nate Query, qui le présentera à Jenny Conlee (ils jouaient ensemble dans le groupe Calobo) et les trois enregistrent un film muet ensemble. Ils empruntent le nom de The Decembrists ; Meloy explique que leur nom invoque la « tristesse et la mélancolie » du mois de décembre. L'EP 5 Songs, le premier du groupe, est auto-publié en 2001. Les membres jouent à plusieurs reprises dans une chambre d'hôtel McMenamins la nuit avant de récolter des fonds suffisants à l'enregistrement d'un premier album. ils financeront une cassette démo et les cinq chansons (à l'exception de Apology Song) qui sont enregistrées en deux heures.

### Kill Rock Stars (2003–2005)
Après avoir sorti leur album, Castaways and Cutouts, au label Hush Records, le groupe signe au label Kill Rock Stars. Après avoir réédité Castaways, Her Majesty the Decemberists est publié en 2003. En 2004, le groupe enregistre The Tain, une chanson de 18 minutes basées sur Táin Bó Cúailnge. Leur dernier album chez Kill Rock Stars s'intitule Picaresque.
En mars 2005, le groupe partage un clip sur BitTorrent, l'auto-produit 16 Military Wives (de Picaresque). Le même mois, leur équipement et leur caravane leur sont dérobés ; les fans donneront les fonds nécessaires pour racheter le matériel manquant. Le groupe reçoit aussi de l'aide de la part de Lee Kruger, The Shins, The Dandy Warhols, et autres. C.F. Martin & Company leur offrent des guitares 6 à 12 cordes. En début avril, la police découvrira leur caravane et une moitié de leur équipement à Clackamas, mais les instruments et leur équipement ne seront jamais retrouvés.

### The Crane Wife(2005–2008)
Le 12 décembre 2005, Meloy révèle à Pitchfork sa signature avec le label Capitol Records, et un futur album avec les producteurs Tucker Martine et Chris Walla (de Death Cab for Cutie) en avril 2006. Leur premier album chez Capitol, The Crane Wife, est publié le 3 octobre 2006. Cette sortie s'accompagne d'une performance le même jour au Late Night with Conan O'Brien, où ils jouent O Valencia!. En 2006, The Crane Wife est élu par les auditeurs de NPR, meilleur album de l'année. En novembre 2006, le groupe encourage ses fans de créer une vidéo pour le single O Valencia! du groupe avec un écran vert. Dans son programme diffusé sur Comedy Central, Stephen Colbert lance un défi parodique appelé le green screen challenge.
La chanson Sons and Daughters est utilisée dans l'épisode 7 de la première saison de la série Cloak and Dagger.

### The Hazards of Love(2009)
The Hazards of Love est publié le 24 mars 2009 chez Capitol Records sous Red Light Management (Jason Colton et Ron Laffitte). Il est publié en avance sur iTunes le 17 mars 2009. La chanson The Rake's Song publié avant la sortie de l'album sur le site web de The Decemberists. L'album est produit par Tucker Martine.
Le 9 février 2009, the Decemberists annoncent dans une lettre ouverte aux fans la première partie de la tournée A Short Fazed Hovel 2009 qui démarre le 19 mai à Los Angeles au Hollywood Palladium. Le 14 août 2009, the Decemberists joue à Pittsburgh, Pennsylvanie, au Benedum Center. Le 19 septembre 2009, The Decemberists joue un lottery show au Terminal 5 de New York. Ils y jouent notamment July, July!, Yankee Bayonet (I Will Be Home Then), The Tain I-V, Annan Water, The Crane Wife 3 et The Island/Come and See/The Landlord's Daughter/You'll Not Feel the Drowning,,.

### The King Is Deadet pause (2010–2011)
The Decemberists termine sa tournée et enregistre un nouvel album. Le 4 septembre 2010, le groupe ouvre pour Neko Case et en tête d'affiche, Bob Dylan, le premier jour au Bumbershoot Arts and Music Festival de Seattle, WA. Ici, ils annoncent l'enregistrement d'un nouvel album et y joue trois de ses chansons. The King Is Dead est publié le 14 janvier 2011, avec Peter Buck de R.E.M. contribuant à l'instrumentation de trois chansons. Colin Meloy affirme ensuite que R.E.M. a été une inspiration pendant l'enregistrement et l'écriture de l'album. Down by the Water, une chanson issue de l'album, est publiée sur le site web du groupe le 2 novembre. The King Is Dead débute premier du Billboard 200. Il s'inspire de genres comme la country, le blues, et l'Americana.
La tournée Popes of Pendarvia World Tour de The Decemberists en soutien à The King Is Dead commence avec un concert le 25 janvier 2011 au Beacon Theatre de New York. La tournée, qui passe par l'Europe et l'Amérique du Nord, finit le 26 août au McMenamins Edgefield de Troutdale, dans l'Oregon. Pendant la tournée, le 3 mai, The Decemberists annonce que Jenny Conlee est atteinte d'un cancer du sein et qu'elle ne participera pas à la fin de la tournée le temps qu'elle se fasse soigner. Meloy annonce pendant la tournée Popes of Pendarvia une pause de plusieurs années.

### What a Terrible World, What a Beautiful World(2014–2015)
La pause de Meloy se termine le 5 mars 2014, date à laquelle le groupe annonce deux concerts au Portland's Crystal Ballroom, leur premiers en trois ans, où ils joueront Castaways and Cutouts, dans son intégralité,. Le 24 avril, ils jouent dans l'émission Parks and Recreation.
Le 3 novembre 2014, Make You Better, premier single issu du nouvel album des Decemberists, est publié. Leur septième album, What a Terrible World, What a Beautiful World, est publié,.
En soutien à l'album, The Decemberists participe aux  Jimmy Kimmel Live! et Conan, puis embarque dans une tournée européenne. Une tournée nord-américaine commence le 21 mars 2015. Le 9 octobre 2015, The Decemberists publie un EP cinq titres enregistré pendant les sessions de What a Terrible World, What a Beautiful World, Florasongs.

### Offa Rex(2017)
Un album collaboratif, The Queen of Hearts, avec Olivia Chaney, est publié sous le nom de Offa Rex chez Nonesuch Records le 14 juillet 2017. L'album comprend des reprises de chansons traditionnelles et folk britanniques des années 1970. Une tournée américaine suit entre juin et août 2017.

### I'll Be Your Girl(depuis 2018)
En janvier 2018, le groupe annonce un nouvel album I'll be Your Girl,  sorti le 16 mars. Cet album est produit par John Congleton. Une tournée est prévue.

## Membres
- Colin Meloy - chanteur, paroles, guitare
- Chris Funk - guitare
- Jenny Conlee - accordéon, piano
- Nate Query - basse, guitare
- John Moen - batterie
- Lisa Molinaro - alto, guitare, claviers, voix

## Discographie

### Singles et EP
- 2001 : 5 Songs EP
- 2004 : Billy Liar (CD single)
- 2005 : The Tain EP
- 2005 : 16 Military Wives (single)
- 2006 : Picaresqueties EP
- 2006 : Connect Sets
- 2007 : Live from SoHo EP (exclusif à iTunes)